# Langues sénoufo
Cet article concerne les langues sénoufo. Pour le peuple sénoufo, voir Sénoufos.
Les langues sénoufo  sont une branche de la famille de langues nigéro-congolaises. Elles sont parlées par 1,5 million de locuteurs au Burkina Faso, en Côte d'Ivoire, au Ghana et au Mali.

## Classification

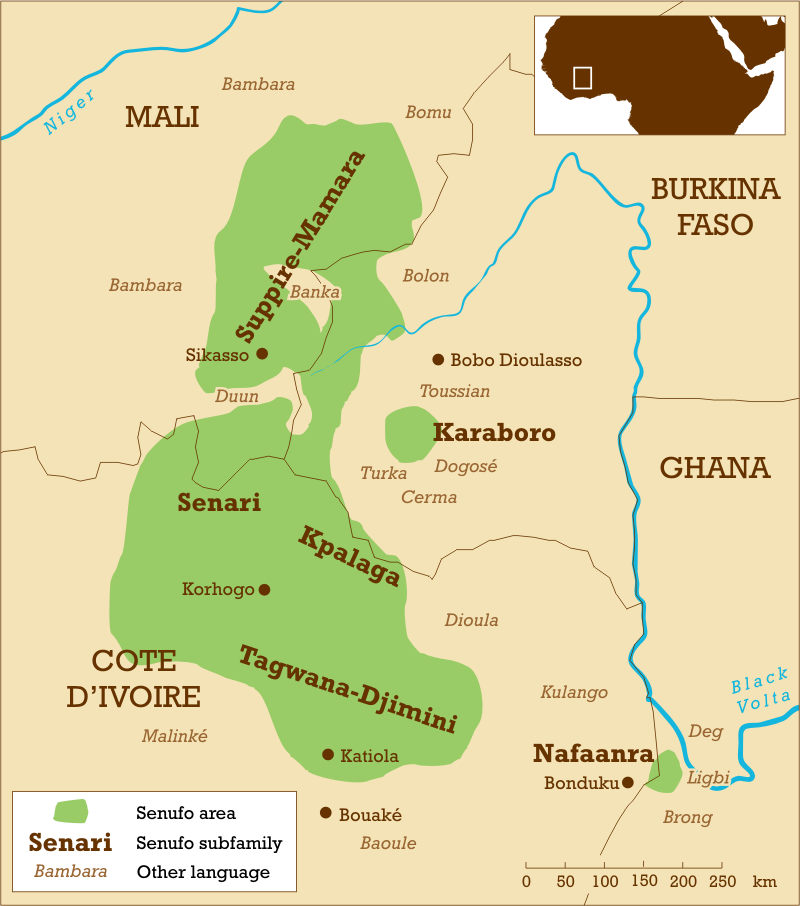
Carte de répartition des langues sénoufo

- Sénoufo du Nord (Suppire-Mamara) :
  - Mamara (minyanka, mianka)
  - Nanerigé (nanergé)
  - Sucite (sicite, sìcìté)
  - Supyiré (suppire)
  - Shempiré (syempire)
- Sénoufo central :
  - Langues karaboro :
    - Kar (ou karaboro oriental)
    - Syer-tenyer (ou karaboro occidental)

  - Langues senari :
    - Cebaara
    - Senara (senari, syenere, tiebaara)
    - Syenara (syenara, shenara)

  - Kpalaga (palaka)
- Sénoufo du Sud
  - Langues tagwana-djimini :
    - Djimini (dyimini)
    - Tagwana (tagouna)

  - Nafaanra (nafaara)
  - Nyarafolo

## Lexique
| Sénoufo                   | Français |                          |           |
| fotamana                  | bienvenue | Chôlô/Chouyi/Chouyigi    | Le mil    |
| Chôlômimin (Sɔmim)        | poudre de mil | Kadég                    | Le Maïs   |
| Tarri/Dalah               | La terre | Founwèngui/ndigaw/massaw | Arachide  |
| Tarrifôl/Koulfôl/Koulfoyi | Chef de terre ou propriétaire de terre/Chef coutumier/Patriarche etc. |                          |           |
| Gol/Gouyi [Guyi]          | poulet |                          |           |
| Kacouhon/ Kagohy          | la toux chez les Senoufo de Boundiali (Kagoye chez les lôgôkoulébé - Villages de Lofigué, Kambo, Borogoba, Kangonoma, Tiébiziédougou, Nianfingolodougou etc. dans le cercle de Kadiolo au Mali) |                          |           |
| Sinzangué                 | Bois sacré chez les Sénoufo de Boundiali | fotamana                 | bienvenue |
| Gbinhin/Gnigbinhin (Mali) | la saison sèche |                          |           |
| zahan/kassaak             | la pluie |                          |           |
| Daala/saah                | la maison |                          |           |
| Shin/Shɔn (MALI)          | homme [/Shɔn (MALI CERCLE DE KADIOLO] |                          |           |
| Sadjèn/N'djiinnin         | oiseau |                          |           |
| saagui                    | Maison chez les Sénoufo de Karakoro |                          |           |

## Enseignement
En 1996, une organisation non gouvernementale, Savane Développement, a créé à Kolia, en Côte d'Ivoire, une école pour une scolarisation partiellement en langue maternelle : c'est le Centre scolaire intégré du Niéné (CSIN). Dans ce centre expérimental, les élèves reçoivent, du préscolaire à la fin de la première année du primaire, un enseignement en sénoufo ou en malinké, selon leur langue maternelle, et poursuivent par la suite leurs études en français.